# Шантобе
Шантобе́ (каз. Шаңтөбе) — селище у складі Степногорської міської адміністрації Акмолинської області Казахстану. Адміністративний центр Шантобинської селищної адміністрації.
Населення — 3443 особи (2021; 4214 у 2009, 4730 у 1999, 8400 у 1989).
У радянські часи селище було засекречене, закрите для відвідувачів та мало статус селища міського типу. Селище засноване 1956 року у зв'язку з початком видобутку уранової руди.